# Nashville (Georgia)
Nashville è una città degli Stati Uniti d'America, situata nello Stato della Georgia e in particolare nella contea di Berrien, della quale è il capoluogo.